# Mata Gabin
Pour les articles homonymes, voir Gabin.
Mata Gabin est une actrice, poète, autrice, chroniqueuse et chanteuse française, née le 29 février 1972 à Toulepleu (Côte d'Ivoire).

## Biographie
Mata Gabin est née à la frontière de la Côte d'Ivoire et du Liberia, d'une mère actrice et conteuse guinéo-libérienne et d'un père saxophoniste martiniquais. 
À partir de l'âge de 3 ans, elle est élevée par son oncle passionné de peinture haïtienne et sa tante martiniquaise et restauratrice : lui est corse.
Mata Gabin participe au livre manifeste Noire n'est pas mon métier, publié aux éditions du Seuil en mai 2018. 

## Théâtre

### Pièces
- 1995 : Britannicus de Jean Racine, mise en scène de Tola Koukoui
- 1996 : Sula de Toni Morrison, mise en scène de Maïmouna Coulibaly
- 1997 : Au bon maquis de Daizy Watoso, mise en scène de Daizy Watoso (Festival d'Avignon)
- 1999 : Histoires naturelles de Jules Renard, mise en scène d'Hervé Colin
- 2000 : Lucrèce Borgia de Victor Hugo, mise en scène de Fabrice Merlo (Théâtre du Nord-Ouest)
- 2001 : I have a dream de Vincent Byrd Le Sage, mise en scène de Vincent Byrd Le Sage
- 2001 : J'hallucine de Marc Hollogne, mise en scène de Marciel : (Bataclan)
- 2003 : Madame Huguette et les Souches de Julius-Amédée Laou, mise en scène de Julius-Amédée Laou (Théâtre Montmartre-Galabru)
- 2004 : La Femme d'un autre, mise en scène de Claudine Cohen (Studio Théâtre l'Alambic)
- 2005 : Slogans de Soudaieva Volodine, mise en scène de Bérangère Bonvoisin
- 2005 : Douze hommes en colère de Reginald Rose, mise en scène de Tola Koukoui
- 2005 : L'Envol de Nathalie Guisset, mise en scène de Nathalie Guisset
- 2006 : La Tragédie du roi Christophe d'Aimé Césaire, mise en scène de Benjamin Jules Rozet
- 2006 : Outre ciel de Léopold Sédar Senghor, Gustave Akakpo et Tanella Boni, mise en scène d'Anne-Sylvie Meyza et Luis Marquès
- 2006 : Les Nègres de Jean Genet, mise en scène de Chrystèle Alves Meeira (Théâtre de l'Épée de Bois)
- 2007 : Les Nègres de Jean Genet, mise en scène de Chrystèle Alves Meeira (Théâtre de l'Athénée-Louis-Jouvet)
- 2009-2010 : Bintou de Koffi Kwahulé, mise en scène de Laetitia Guedon (Festival Avignon Off, Festival de la jeune création contemporaine au Palais de la Culture de Puteaux),
- 2010 : Penda de Sandra Nkaké (Festival Bleues)
- 2012 : Butterfly de Joël Dragutin, mise en scène de Diane Calma (Théâtre 95)
- 2016 : Dans la solitude des champs de coton de Bernard Marie Koltès, mise en scène Charles Berling, (Théâtre National de Strasbourg)
- 2017 Dans la solitude des champs de coton de Bernard Marie Koltès, mise en scène Charles Berling, (Théâtre Liberté Toulon, Théâtre des Quartiers d'Ivry Ile-de-France, Théâtre du Gymnase de Marseille )
- 2018 : Sur la route d'Anne Voutey, festival off d'Avignon
- 2018 : Dans la solitude des champs de coton de Bernard Marie Koltès, mise en scène et avec Charles Berling, (Grande Halle de la Villette)
- 2019 : Sur la route d'Anne Voutey Plateau Sauvages (Paris)
- 2021 : Disgrâce d'Ayad Akhtar mise en scène Daniel Benoin Théâtre Anthéa Antipolis (Antibes)
- 2021 : Dans la solitude des champs de coton de Bernard-Marie Koltès mise en scène Charles Berling Théâtre 14 (Paris)
- 2022 : Disgrâce d'Ayad Akhtar mise en scène Daniel Benoin Théâtre Anthéa Antipolis (Antibes)
- 2023 : Mon Absente de et mise en scène Pascal Rambert Théâtre Liberté Toulon/TNS Strasbourg
- 2024 : Mon Absente de et mise en scène Pascal Rambert MC 93 Maison de la Culture de Bobigny
- 2024 : Mon Absente de et mise en scène Pascal Rambert Théâtre National de Nice : La Cuisine
- 2024 : "Woke" V.Despentes, J. Delmaire, A. Pauly, Paul B. Preciado, m/s V. Despentes Théâtre du Nord Lille
- 2024 : "Chasselay et autres massacres" E.Doumbia Théâtre de l'Idéal
- 2024 : "Chasselay et autres massacres" E.Doumbia Théâtre le Volcan Le Havre

### One-woman-shows
- 2006 : Fam Kiroul Namaspamouss (Festival d'Avignon 2006)
- 2010 : Betty ou la mélodie des souvenirs (Festival Francophone de Wrocław)
- 2011-2012 : Mata la Mytho (Paris, Marseille, Bretagne, Bruxelles)
- 2022 Stand Up au Barbès Comedy Club
- 2023 Bienvenue En Gabynnie Le Paris de l'Humour (Paris)

## Filmographie

### Cinéma

#### Longs métrages
- 2000 : Lumumba de Raoul Peck : Hélène Bijou
- 2002 : Mama Aloko de Jean Odoutan : Eve
- 2003 : Monsieur Ibrahim et les Fleurs du Coran de François Dupeyron : Fatou
- 2004 : La Valse des gros derrières de Jean Odoutan : Akwélé
- 2006 : L'Année suivante d'Isabelle Czajka
- 2008 : Aide-toi, le ciel t'aidera de François Dupeyron : Marijo
- 2009 : Black de Pierre Laffargue : Fatoumata
- 2009 : La Première Étoile de Lucien Jean-Baptiste : Cliente du salon de coiffure
- 2012 : Bye Bye Blondie de Virginie Despentes : La femme de ménage
- 2012 : Par amour de Laurent Firode : Elisabeth
- 2014 : Des étoiles de Dyana Gaye : Rose
- 2016 : Bienvenue à Marly-Gomont de Julien Rambaldi : Mado
- 2018 : Moi et le Che de Patrice Gautier

#### Courts métrages
- 1997 : U.Man de Julien Dajez
- 2002 : Georges chez les tops d'Olivier Chrétien
- 2003 : Dyschromie de Julien Bossé
- 2005 : La Barrière des préjugés de Foued Mansour et Luc Saint-Éloy : Virginie
- 2007 : Chat! d'Anders Skog : Femme de Nkruma
- 2007 : Déjà vu de Guillaume Bonnier : Fatou
- 2008 : Expectations de Mahamat Saleh Haroun
- 2008 : Bienvenue dans ma peau (court métrage) de Blandine Lenoir
- 2009 : Machination d'Arnaud Demanche : Sista
- 2009 : Plan Cul d'Olivier Nicklaus : Mata
- 2010 : La Métaphore du manioc de Lionel Meta
- 2010 : Nola d'Askia Traoré
- 2019 : Mama Lova de Jeff Taver
- 2019 : La Balance de Jeff Taver
- 2021 : L'étrange histoire de Mrs Anderson de Osman Mecra et Laylow
- 2021 : Douleur Silencieuse de Aïcha Diaby
- 2022 : 'Dans le Noir de Mor Talla Ndione
- 2024 : 'Le Dérapage de Aurélien Laplace

### Télévision

#### Téléfilms
- 1997 : La Cité des alouettes de Luc Béraud : Yassa
- 2001 : Les P'tits gars Ladouceur de Luc Béraud : Infirmière
- 2002 : Angelina de Claude d'Anna
- 2006 : Lettres de la mer rouge d'Emmanuel Caussé et Éric Martin : Fatouma
- 2008 : Sexe, gombo et beurre salé de Mahamat Saleh Haroun : Hortense
- 2008 : La Mort dans l'île de Philippe Setbon : Le juge Rorcher
- 2010 : Kennedys Hirn d'Urs Egger : Lucinda
- 2021 : Noir comme neige d'Eric Valette : Marion
- 2021 : À mon tour de Frédéric Berthe : Adama Diop
- 2023 : Un destin inattendu, téléfilm de Sonia Rolland : Liliane

#### Séries télévisées
- 2004 : PJ : Sabine Amoris (épisode 8.01)
- 2007 : Greco : Arleth Shenge
- 2008 : Scénarios contre les discriminations (épisode 1.01)
- 2008 : Groupe flag : Sandy (épisode 4.01)
- 2008 : Femmes de loi : Rose Decastel (épisode 8.10)
- 2010 : Sœur Thérèse.com : La juge (épisode 1.19)
- 2010 : Julie Lescaut : Claude Kalou (épisode 20.04)
- 2010 : Victoire Bonnot : Professeur de français (épisode1.01)
- 2011 : Les Petits Meurtres d'Agatha Christie : Esméralda (épisode 1.09)
- 2011-2012 : Deux flics sur les docks : Commissaire divisionnaire Lucie Dardenne
- 2015 : Accusé : Catherine
- 2021 : Opéra : la série : Annette Soumaré
- 2022 : Afropolitaine : la série : Mme Leguen
- 2024 : Scène de Ménage (série télévisée) : la série : La tata

### Clips
- 2004 : Si seulement je pouvais lui manquer de Calogero
- 2009 : L'important c'est d'aimer de Pascal Obispo
- 2009 : Bella de Bams
- 2021 : L'étrange histoire de Monsieur Anderson de Laylow
- 2021 : Have you ever de Edgar Rebel
- 2020 : L'Amour Ilimité de Princesse Erika

### Publicités
- 1999 : Cisco Systems
- 2008 : La Banque postale

## Voix
2021 : La femme sans nom, l'histoire de Jeanne et Baudelaire un film de Régine Abadia.

## Publication
- « BalancetonPoulpe », in Aïssa Maiga (dir.), Noire n'est pas mon métier, Paris, Éditions du Seuil, 3 mai 2018, 128 p. (ISBN 978-2-02-140119-6)